# Debian GNU/kFreeBSD
Debian GNU/kFreeBSD è stato un progetto che ha come scopo la realizzazione di un sistema operativo per architetture IA-32 e x86-64 utilizzante una distribuzione di GNU che utilizza la GNU C Library ed un kernel FreeBSD sottostante, abbinati con l'insieme di pacchetti Debian. La k di kFreeBSD indica che è utilizzato esclusivamente il kernel del progetto FreeBSD.
Una prima piattaforma di testing per iniziare a compilare i pacchetti per questo sistema è nata nel 2002, e nello stesso anno fu reso utilizzabile l'Advanced Packaging Tool.
Con Debian 6.0 (nome in codice "Squeeze") sono stati distribuiti in anteprima due nuovi port del kernel del progetto FreeBSD sul sistema Debian/GNU: Debian GNU/kFreeBSD per i PC a 32 bit (kfreebsd-i386) e a 64 bit (kfreebsd-amd64). Questi port sono in assoluto i primi inclusi in una release di Debian a non essere basati sul kernel Linux.
Il supporto ai comuni programmi server è solido e unisce le funzionalità esistenti delle versioni di Debian basate sul kernel Linux con le peculiarità del mondo BSD. Tuttavia, per questa release i due nuovi port sono limitati; ad esempio, alcune funzionalità avanzate per il desktop non sono ancora supportate.
L'ultima versione ufficialmente rilasciata dal team è stata la Debian 8 (Jessie) RC3.
Lo sviluppo ufficiale di questa versione è stato cessato ufficialmente per mancanza di contributi volontari alla fine di maggio 2023.